# Cova hospital de Santa Llúcia

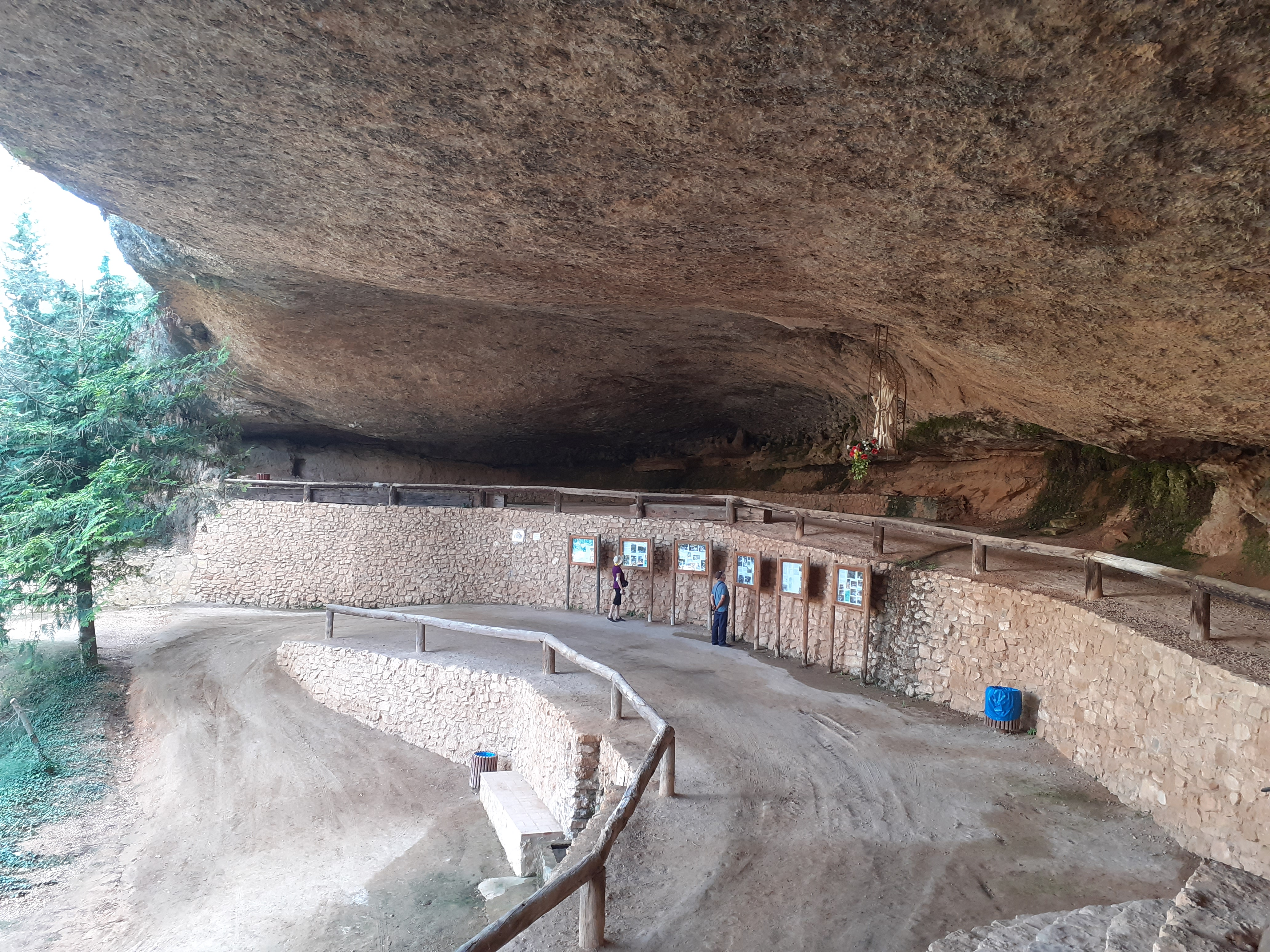

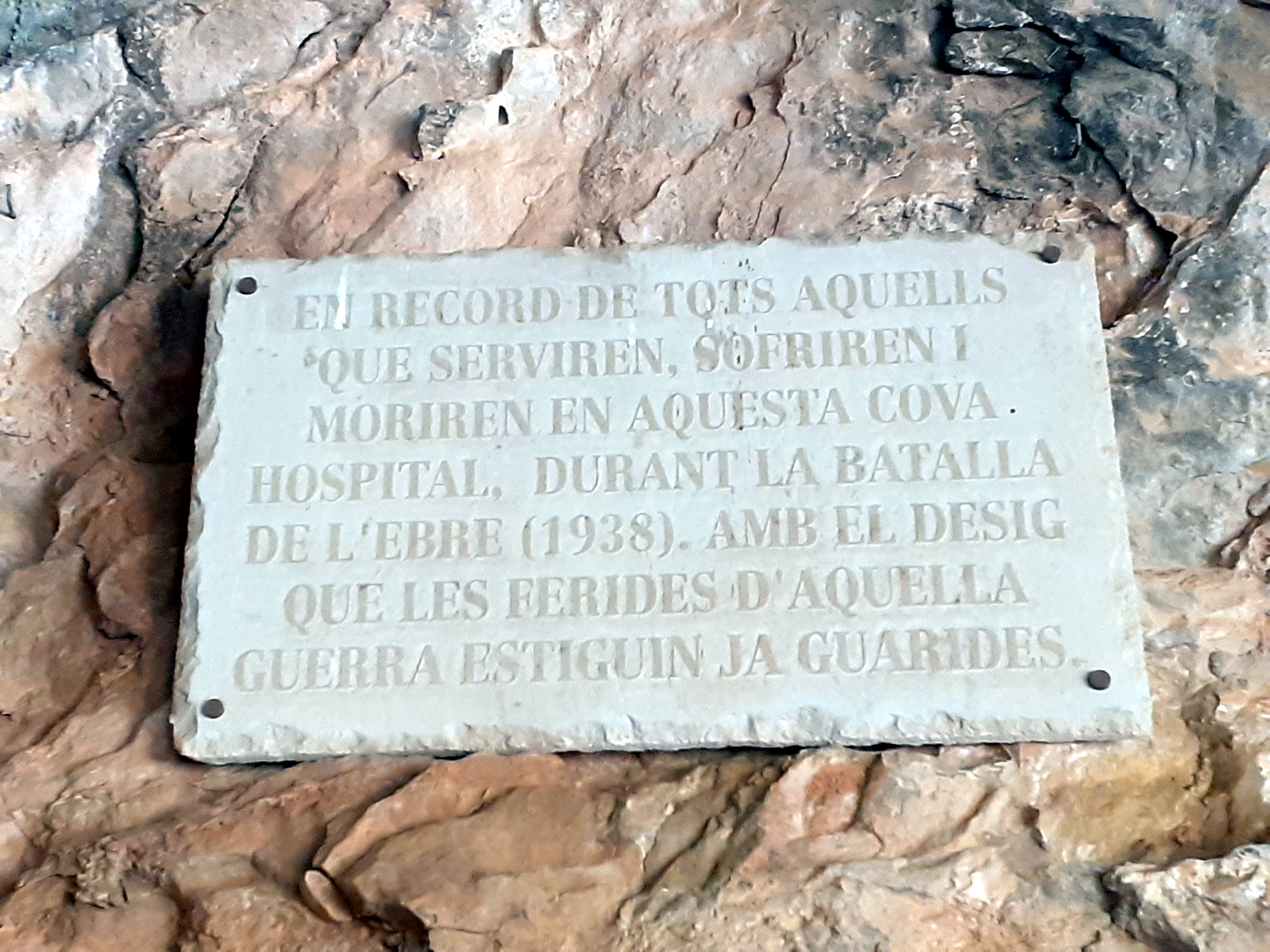

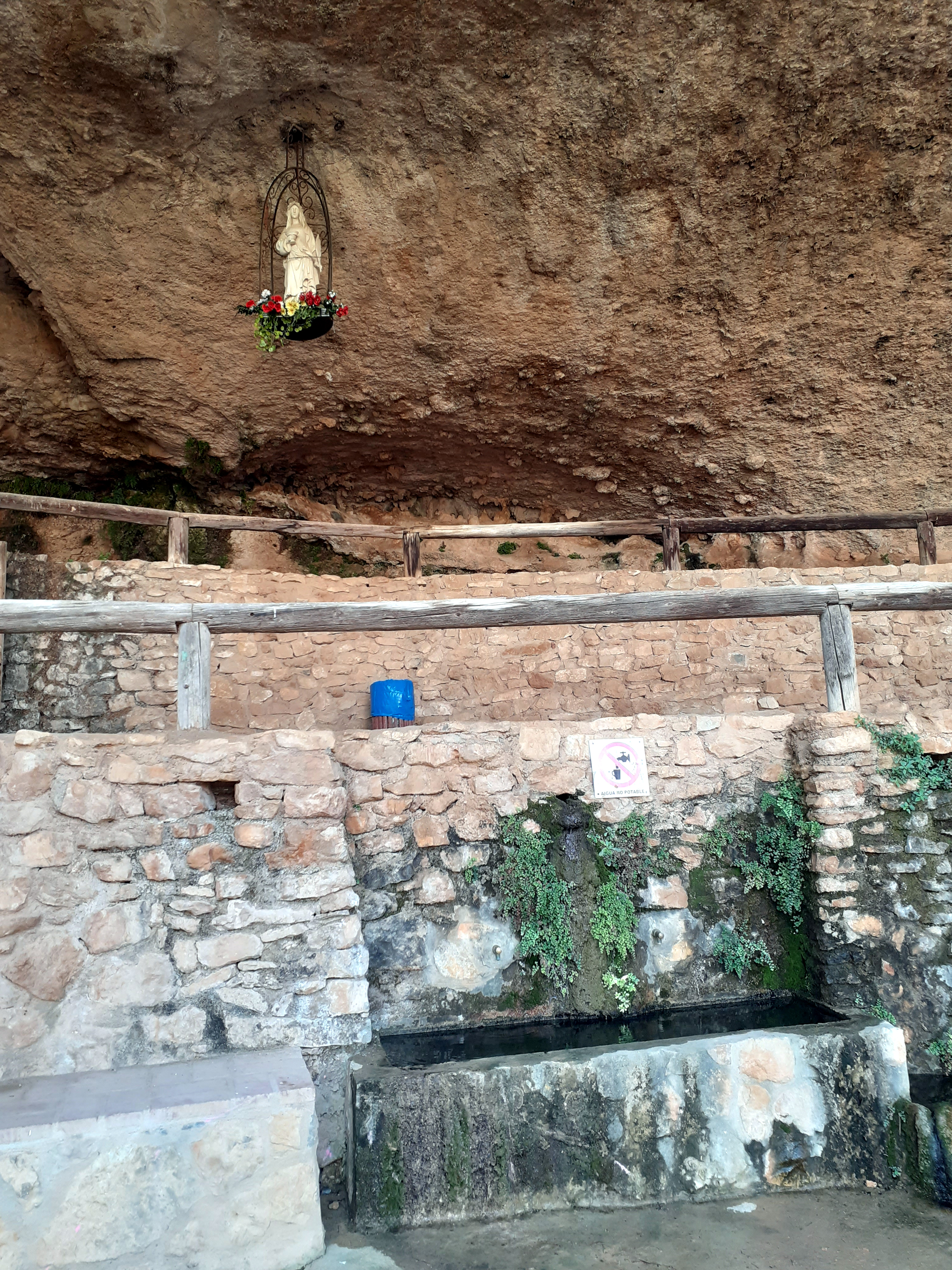

La cova hospital de Santa Llúcia, a prop del poble de la Bisbal de Montsant (Priorat), és una balma ampla i poc profunda, utilitzada per l'home des de l'antigor, que prengué un relleu molt important durant la Guerra Civil espanyola en esdevenir un hospital de les Brigades Internacionals que lluitaven, l'estiu del 1938, a la batalla de l'Ebre.
La cova de Santa Llúcia fou escollida per a disposar-hi l'hospital de campanya per la pràctica impossibilitat de ser destruïda pels raids aeris de les forces franquistes, així com per la seva relativa proximitat a la zona de la vall de l'Ebre on s'havia de dur a terme l'ofensiva republicana el 25 de juliol del 1938. La pràctica de disposar d'hospitals avançats molt propers a la primera línia del front per a dispensar els primers auxilis era habitual en l'exèrcit republicà per a evitar el trasllat dels ferits a llargues distàncies i en condicions molts dures.
L'atenció sanitària fou rebuda bàsicament per soldats republicans ferits a la Batalla de l'Ebre, molts d'ells brigadistes internacionals. Però també s'hi atengué presoners de guerra i població civil ferida pels bombardejos a la rereguarda.
L'equip mèdic que hi treballà havia estat enviat pel Comitè d'Ajuda Mèdica per a Espanya (Spanish Medical Aid Committee), de la Gran Bretanya. Aquest equip, com molts d'altres, fou coordinat pel Dr. Len Crome, oficial mèdic en cap de la XI i XV Brigades Internacionals.
El Dr. Douglas Jolly, en el seu llibre sobre cirurgia de guerra (1941) ens el descriu com un hospital de nivell 1, amb 100 llits i 3 sales d'operacions.
Els hospitals de nivell 1 havien d'estar instal·lats en un lloc estable i segur per poder atendre ferits greus i mantenir-los ingressats un temps mínim de vuit dies per tal d'evitar el perill dels trasllats.
Inicialment, a més de les instal·lacions fixes, l'hospital va disposar de sis equips quirúrgics mòbils, després, davant de l'allau de ferits que arribaven, se’n va traslladar tres al pont de Flix, al marge esquerre de l'Ebre.
L'element bàsic de tot aquest sistema era una unitat completa i autosuficient. Segons Jolly, estava formada per unes catorze persones amb mitjà de transport propi i tot el material per poder instal·lar ràpidament i amb efectivitat una sala d'operacions en els llocs més diversos. El personal comprenia el cirurgià cap de l'equip, un ajudant de cirurgià, dos anestesistes per poder operar en dues taules a la vegada, infermeres i ajudants diversos, entre ells un barber. Tot aquest equip humà i material disposava de dos vehicles de transport: una ambulància per al personal i un camió on anava tota la instal·lació d'una sala d'operacions mòbil.
Alguns dels metges, infermeres i altres voluntaris que hi treballaren foren:
- Reginald Saxton, metge encarregat de la transfusió de sang.
- Dr. Len Crome, metge director dels hospitals de campanya
- Douglas Jolly, metge neozelandès.
- Miquel Gras Artero, metge
- Rafael Fuster Gener, metge
- Josep Maria Torrens, metge
- Lilian Urmston, infermera.
- Janos Kiszely, metge
- Patience Darton, infermera.
- Ada Hodson, infermera.
- Nan Green, administrativa.
- Joan Purser, infermera.
- Aurora Fernández, infermera.
- Margaret de Culpeper, infermera
- Albert Pou, infermer
- Ramon Mauri Masada, infermer
- Leen Manning, infermera
- Martín Quirós, conductor ambulància
- José Bilve, conductor ambulància
- Alec Wainman, conductor d'ambulància i fotògraf
- John Kozar, tècnic de manteniment.
- Max Colin
- Rose Davson